# Shenzhou 2
Shenzhou 2 (神舟二号) lancé le 9 janvier 2001 est le deuxième vol inhabité du vaisseau Shenzhou. À bord de la capsule se trouvait un singe, un chien et un lapin afin de tester les systèmes de vie du vaisseau. Le module de rentrée se sépara du reste du vaisseau après plus de sept jours passés en orbite, le module orbital restant en orbite pour 220 jours de plus.

## Déroulement de la mission
Shenzhou 2 a permis de tester le vaisseau plus rigoureusement que son prédécesseur Shenzhou 1. Après qu'une fusée Longue Marche 2F a lancé le vaisseau à une orbite de 196,5 par 333,8 km, l'orbite de ce dernier se circularisa 20 heures et 30 minutes après le lancement à 327,7 par 332,7 km. Le 12 janvier à environ 12:20 UTC, le vaisseau changea une fois de plus son orbite à 329,3 par 339,4. Et un troisième changement d'orbite survint le 15 janvier, à 328,7 par 345,4 km.
En plus de la cargaison d'animaux, il y avait 64 expériences scientifiques. 15 ont été réalisées dans le module de rentrée, 12 dans le module orbital et 37 à l’extérieur, à l'avant du module orbital. Elles incluaient : des expériences de cristallographie en microgravité; en plus du singe, du chien et du lapin, se trouvait à bord 6 souris et de petits organismes aquatiques et terrestres ; un détecteur de rayons cosmiques et un détecteur de sursauts gamma. Pour tester le système de transmission radio, des messages pré-enregistrés ont été diffusés à partir du vaisseau.
Le signal de désorbitage a été envoyé à 10:15 UTC, le vaisseau spatial est à ce moment au-dessus de l'océan Atlantique Sud au large des côtes d'Afrique du Sud. Il atterrit en Mongolie-Intérieure à 11:22 UTC. Aucune photo de la capsule d'atterrissage n'a été diffusée menant à quelques spéculations comme celle proposant que la rentrée ne s'est pas passée correctement, même si cela a été réfuté par les autorités chinoises. Sur le site de l'Agence spatiale suédoise il était indiqué qu'une source anonyme a déclaré que l'une des connexions entre la capsule et le parachute manquait conduisant à un atterrissage violent, tuant probablement les animaux à son bord.
La mission du module orbital continua jusqu'au 24 août 2001, date à laquelle l'ordre fut donné de le faire rentrer dans l'atmosphère. Il se désintégra au-dessus de l'océan Pacifique entre l'Île de Pâques et le Chili.

### Paramètres de mission
- Masse : 7 400 kg
- Périgée : 330 km
- Apogée : 346 km
- Inclinaison : 42.6°
- Période : 91.3 minutes
- NSSDC ID : 2001-001A